# Chrystus w koronie cierniowej (obraz Petera Paula Rubensa)
Chrystus w koronie cierniowej (niderl. Christus met de doornenkroon) – obraz flamandzkiego malarza Petera Paula Rubensa, namalowany ok. 1610 roku.

## Opis
Obraz został zamówiony przez kardynała Massimego. Pod koniec XIX wieku należał do kolekcji A.A. Bezborodki z St Petersburgu. Z Galerii Kuszelewa do zbiorów Ermitażu trafił w 1922 roku.
Temat obrazu został zaczerpnięty z Ewangelii św. Jana (J 19,4-5). Obraz powstał pod wpływem posągu Centaura z Galerii Borghese w Rzymie. Prawdopodobnie stanowił pendant do płótna Pijanego Sylena. Według H. Eversa obraz powstał podczas pobytu artysty w Genui inny historyk sztuki Keiser datował płótno na późniejszy okres antwerpski Na kompozycję dzieła Rubensa wpływ miały obrazy trzech innych artystów: Passignana (obraz nie zachowany), Caravaggia Ecce Homo oraz Cigoliego. Z tego ostatniego płótna Rubens zaczerpnął frontalną kompozycję oraz symetrię. Również gest ręki Piłata jest odbiciem podobnego na obrazie Cigoliego. Wpływ Caravaggia, widoczny jest wysunięciu postaci Chrystusa na pierwszy plan oraz w skierowaniu wzroku wszystkich trzech postaci w stronę widza. Duże podobieństwo płótna do pracy Ottona ven Veena pt. Niesienie krzyża zostało wykazane przez historyka sztuki Linika w 1977 roku. Przejawia się ono w ujęciu postaci rzymskiego żołnierza trzymającego płaszcz oraz w postaci Chrystusa. Twarz Chrystusa posiada rysy Rubensa podobną jak na obrazach Autoportret z przyjaciółmi z Mantui (1606) i Autoportret z Izabellą Brandt (1609). Głowa starca jest kopią wcześniejszego obrazu Rubensa Głowa starca (1609) znajdującego się obecnie w zbiorach Ermitażu.